# Spruce Knob
Spruce Knob – szczyt w Stanach Zjednoczonych, w stanie Wirginia Zachodnia. Należy do pasma Allegheny i położony jest na terenie Spruce Knob-Seneca Rocks National Recreation Area, która z kolei leży w obrębie Monongahela National Forest. Jego wierzchołek położony na wysokości 1482 m n.p.m. jest najwyższym punktem w Wirginii Zachodniej. W jego pobliże można dojechać samochodem drogą publiczną nr 112, a następnie nr 104, chociaż ostatnie kilkaset metrów z parkingu na wierzchołek trzeba przebyć pieszo. Na szczycie znajduje się murowana wieża widokowa.